# Tavisupleba
Tavisupleba (in georgiano თავისუფლება?) è l'inno nazionale della Georgia.
L'inno, il cui titolo significa "libertà", fu adottato nel 2004, insieme alla nuova bandiera nazionale, successivamente alla Rivoluzione delle rose che aveva portato alla destituzione di Eduard Ševardnadze. La musica, tratta dalle opere del compositore georgiano Zakaria Paliashvili, fu adattata in forma di inno da Ioseb Kechakmadze. L'autore dei versi è David Magradze.

## Testo
| Georgiano | Traslitterazione | Traduzione italiana |
| --- | --- | --- |
| ჩემი ხატია სამშობლო, სახატე მთელი ქვეყანა, განათებული მთა-ბარი, წილნაყარია ღმერთთანა. თავისუფლება დღეს ჩვენი მომავალს უმღერს დიდებას, ცისკრის ვარსკვლავი ამოდის ამოდის და ორ ზღვას შუა ბრწყინდება, და დიდება თავისუფლებას, თავისუფლება დიდებაs! | Chemi khat'ia samshoblo, Sakhat'e mteli kveq'ana, Ganatebuli mta-bari Ts'ilnaq'aria Ghmerttana. Tavisupleba dghes chveni Momavals umghers didebas, Tsisk'ris varsk'vlavi amodis Amodis da or zghvas shua brts'q'indeba, Da dideba tavisuplebas, Tavisupleba didebas! | La mia icona è la mia patria, E il mondo intero è il suo supporto, Montagne e valli splendenti Sono condivise con Dio. Oggi la nostra libertà Canta alla gloria del futuro, La stella del mattino sorge E risplende fra i due mari, Così sia lodata la libertà, La libertà sia lodata! |